# Solaseed Air
Solaseed Air (ソラシド エア Sorashido Ea), раніше Skynet Asia Airways (スカイネットアジア航空株式会社 Sukainetto Ajia Kōkū Kabushiki-gaisha, SNA) — бюджетна авіалінія базується в аеропорту Міядзакі, Miyazaki, префектура Міядзакі, Японія.
В основному, вони обслуговують лінії між містами Міядзакі, Кумамото, Нагасакі (острів Кюсю) і Токіо. У вересні 2007 року був запущений рейс в Кагосіму. Нещодавно авіакомпанія оголосила про знижки іноземним туристам в розмірі до 65 % від звичайної ціни — таким чином компанія стала першою японською авіакомпанією зі знижками для іноземних туристів. У липні 2011 року авіакомпанія змінила назву на Solaseed Air.